# Эфферсё, Поуль
По́уль Эфферсё (фар. Poul Effersøe; 24 января 1871, Тронгисвоавур, Фарерские острова, Королевство Дания — 11 марта 1926, Торсхавн, Фарерские острова, Королевство Дания) — фарерский юрист, футболист и игрок в крикет. Один из трёх родоначальников фарерского футбола, основавших первый футбольный клуб на архипелаге — «ТБ».

## Биография
Поуль родился 24 января 1871 года в фарерской деревне Тронгисвоавур. Его отцом был ленсман Гудмунд Эфферсё, являвшийся исландским переселенцем. Два старших брата Поуля, Расмус (1857—1916) и Оливер (1863—1933), стали видными фарерскими деятелями, также у него было ещё несколько братьев и сестёр. Поуль провёл своё детство в Твёройри, а затем был отправлен на учёбу на материковую Данию. В 1889 году он окончил академию в Сорё. Именно во время обучения в академии Поуль увлёкся двумя английскими играми: футболом и крикетом. В том же году он поступил в Копенгагенский университет и начал выступать за футбольный клуб «КБ».
Поуль был заинтересован в основании футбольного клуба на родном архипелаге. Заручившись поддержкой старшего брата Оливера и Йохана Мортенсена, ему удалось совершить задуманное. 13 мая 1892 года они основали в Твёройри футбольный клуб «ТБ» и стали его первыми постоянными членами правления. Поуль продолжал играть в футбол вплоть до 1897 года. Затем он получил степень кандидата юридических наук в Копенгагенском университете и был направлен на государственную службу в Борнхольм. Там Поуль заболел туберкулёзом. В 1901 году он вернулся на родной архипелаг.
С 1905 года Поуль занимался адвокатской практикой в Торсхавне, не имея лицензии. Он получил её в 1914 году. В 1925 году Поуль был назначен генеральным прокурором Фарерских островов и оставался на этой должности до самой смерти в 1926 году.